# Straßenbelegungszeit
Straßenbelegungszeit ist ein militärischer Fachbegriff. Er beschreibt:
- die Zeit, die eine Marschkolonne braucht, um einen Straßenabschnitt zu durchfahren und wieder freizumachen.
- den Zeitraum, für den einem Truppenteil eine Marschstraße, meist in einer Richtung, vorrangig zugeteilt wird. Sie ist zugleich Sperrzeit für andere Märsche.

Durch das Zuteilen von Straßenbelegungszeiten lassen sich Märsche zeitlich aufeinander abstimmen.